# جون مور (سياسي أيرلندي)
جون مور (بالإنجليزية: John Moore)‏ هو سياسي أيرلندي، ولد في 1763، وتوفي في 6 ديسمبر 1799.